# ليجنيت (حجر كريم)

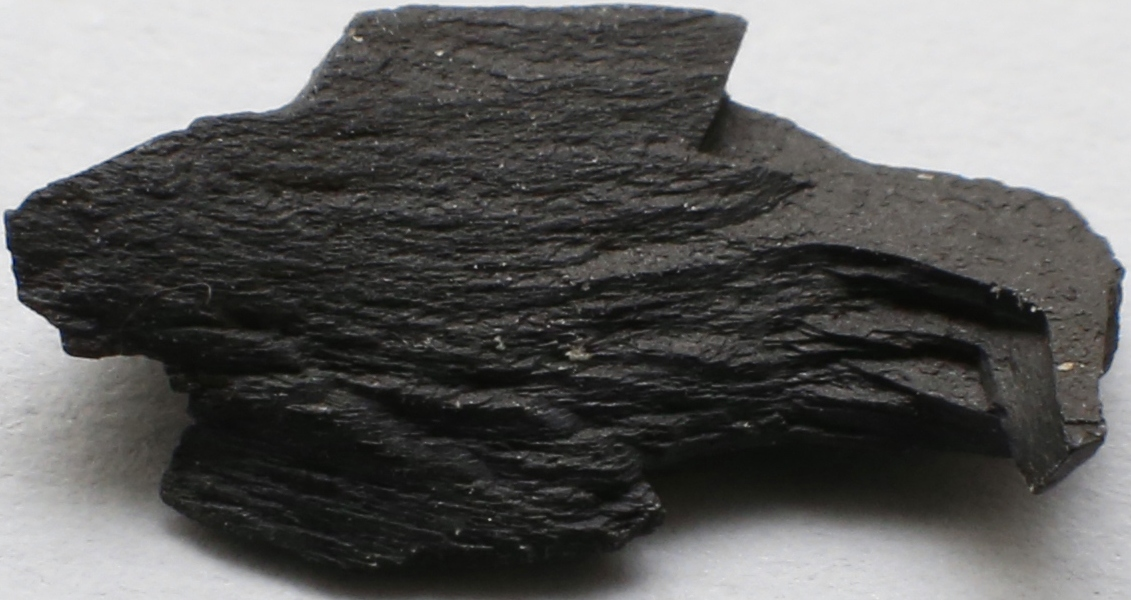
قطعة خام من فحم الليجنيت

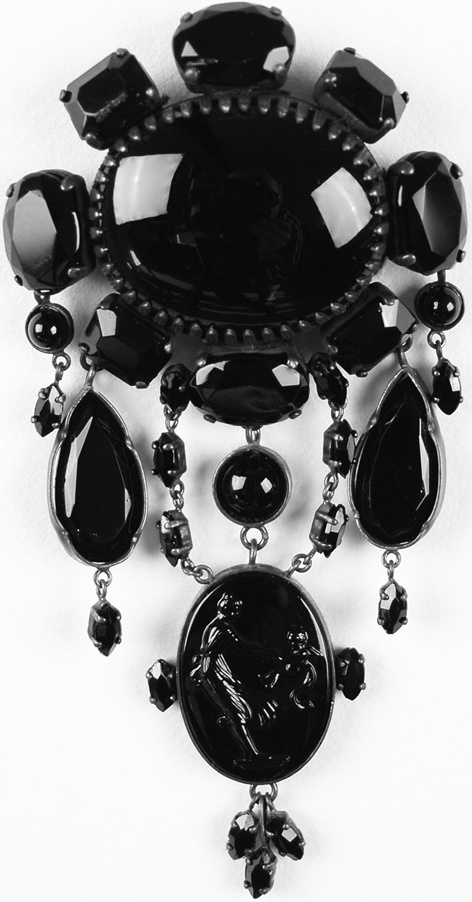
مجوهرات حداد: بروش من السبج يعود إلى القرن 19

السَّبَج أو الكهرمان الأسود هو نوع من الفحم الحجري ويعتبر حجر كريم ثانوي الأهمية. والسبج ليس معدن حقيقي لإنه من أصل عضوي، حيث إنه مٌشتق من خشب متحلل تحت ضغط شديد. لون السبج إما أسود أو أسمر غامق. لكن من الممكن أن يحتوي متضمنات بيريت لها لون نحاسي أصفر أو بريق معدني.

## المصدر
نتج فحم الليجنيت من تحول الخشب تحت ضغط شديد منذ ملايين السنين، ونوع خشب الاشجار المتحول إلى الليجنيت هو عائلة أروكارية. ويوجد الليجنيت بنوعين القاسي والطري. يتكون الليجنيت القاسي من الكربون المضغوط والماء المالح بينما يتشكل الليجنيت الطري من الكربون المضغوط وماء عذب.

## التأريخ

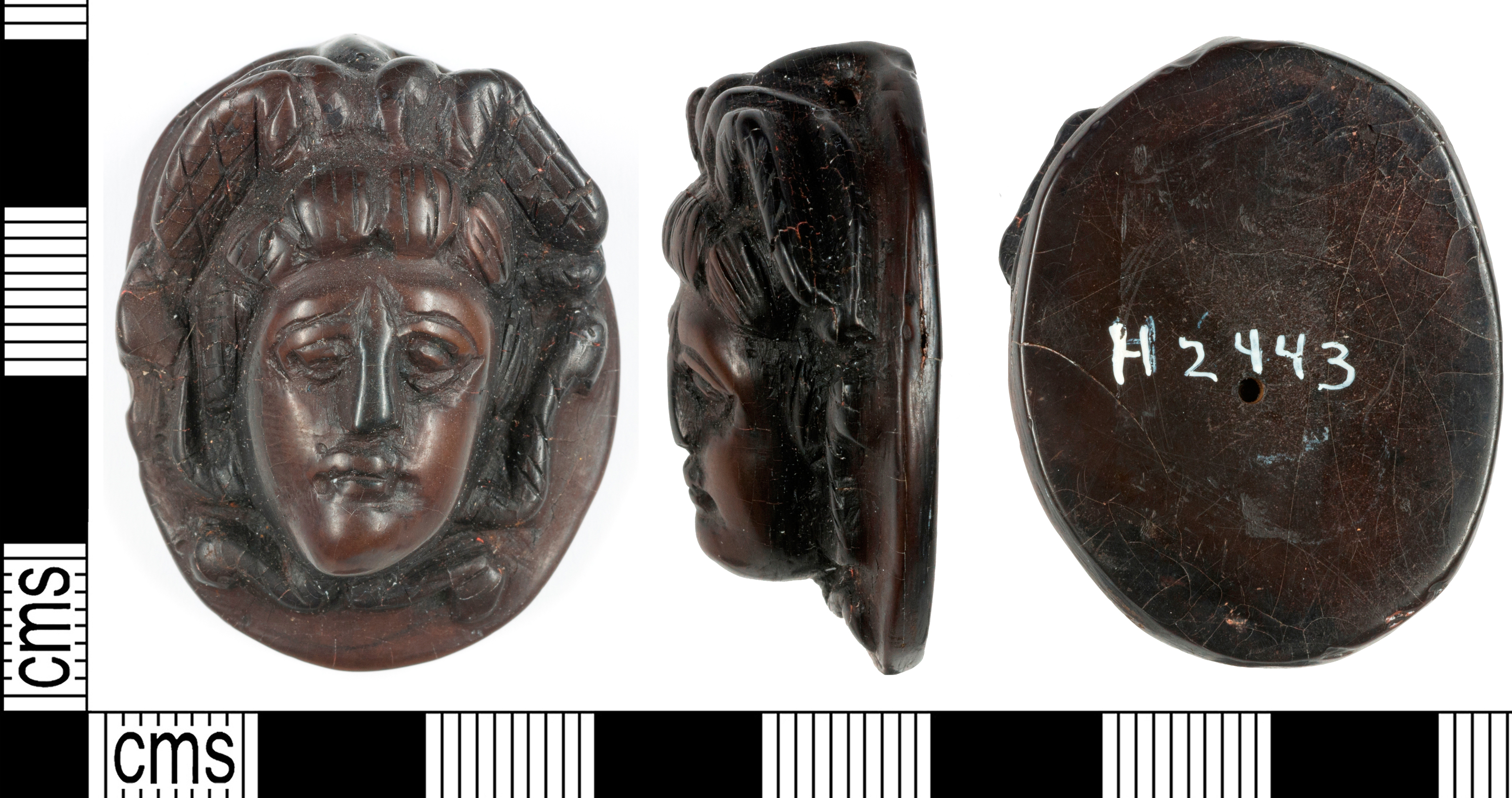
نحت ميدوسا على قطعة كاميو من الليجنيت في متحف يورك شاير (بريطانيا)

أستخدم الليجنيت في صنع المجوهرات منذ العصر الحجري. لكن اقدم النماذج المكتشفة ل الليجنيت تعود إلى 10,000 سنة قبل الميلاد. وخلال العصر البرونزي. والعصر الحديدي أستخدم الليجنيت كقلاة خرز، وفي الأزياء وخلال العصر الروماني أستخدم في صناعة الخواتيم، دبابيس الشعر، الأساور، الخلخال والقلائد. وكان الليجنيت يستخرج في تلك الفترة من المناجم اويلتقط قرب السواحل. كان يعتقد إن الليجنيت معدن سحري وأستخدم بكثرة كتعويذة وكقلادة بسبب ميزته الحمائية المفترضة وقدرته على إبعاد نظرات العيون الشريرة. وبقى مستخدماً على نطاق واسع حتى نهاية الامبراطورية الرومانية التي تزامن زوالها مع زوال استعمال الليجنيت كمجوهرات وحلي، وبقى منسياً طيلة القرون الوسطى (عدا الاستخدام المتفرق من قبل الأنجلوسكسونيون والفيكنغ، حتى العصر الفكتوري الذي شهد نهضة كبيرة لصناعة الليجنيت.
أعتبر الليجنيت حجر كريم أنيق ومطابق للزي الحديث خلال حكم الملكة فكتوريا التي أستخدمت قطعة من الليجانيت المستخرج من منطقة ويتبي كجزء من زي الحداد على الأميرالبرت. أرتبط الليجنيت بمجوهرات الحداد خلال القرن التاسع عشر بسبب لونه الكئيب ومظهره المتواضع وأستخدم لصناعة مسابح الرهبان. اما في الولايات المتحدة فقد شاع استعمال القلائد الطويلة خلال (صيحة العشرينات) عندما لبست النساء والشابات قلائد متعددة من خرز الليجنيت تمتد من العنق حتى الوسط، وكانت خرز الليجنيت تُنظم بخيوط سميكة من القطن وتصنع عقد صغيرة على جانبي كل خرزة لإبقاء كل خرزة متباعدة عن الآخرى بمسافة متساوية.وهذه الطريقة نفسها المستخدمة في صناعة قلائد اللؤلؤ.ويسمى الليجانيت كهرمان أسود لأنه يحدث شحنة كهربائية مثل تلك التي يحدثها الكهرمان عندما يفرك.

## الخصائص
فحم الليجانيت سهل جداً للنحت لكنه صعب في خلق التفاصيل الجميلة من دون كسر القطعة لذا يحتاج إلى حرفيين مهرة للنحت.
يتراوح قياس الصلادة الليجانيت بين 2,5 إلى 4 والكثافة النوعية من 1,30 إلى 1,34.اما قرينة الانكسار فتقدر تقريباً 1,66.وإذا وضعنا أبرة حديدية ملتهبة على الليجانيت ستنبعث منه رائحة تشبه رائحة الفحم.

## إثبات أصالة الليجنيت

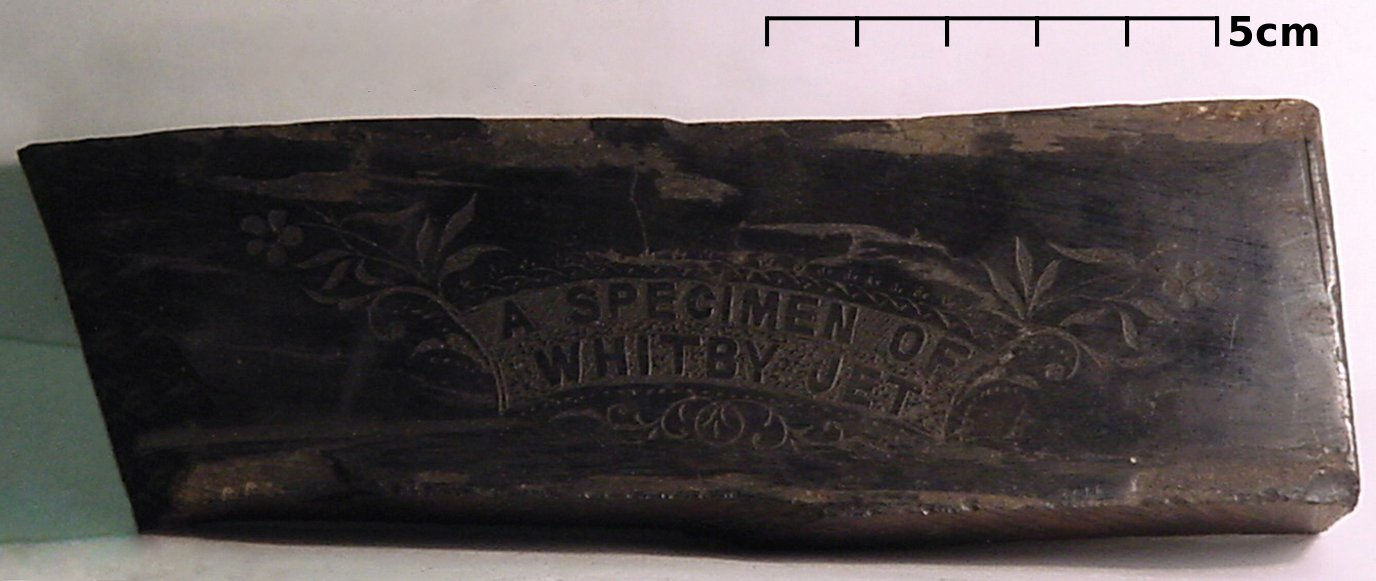
قطعة كبيرة من الليجنت من منطقة ويتبي(بريطانيا)

على الرغم من أن الليجنيت أقل إستخداماً الآن بكثير عما كان في الماضي. لكنه مازال محل تقدير من الهواة.
يتصف الليجانيت بإنه دافئ الملمس على عكس الزجاج الأسود البارد لأنه (أي الليجانيت)إقل نقلاً للحرارة.
يشبه أنتراسيت (الفحم القاسي)و إبونيت (المطاط المقسى) ظاهرياً قطع الليجنيت الفنية ويستخدمان لتقليده. وهذا التقليد ليس من السهولة إكتشافه. لكن عند حك الليجنيت الحقيقي بالبورسلين غير المطلي فأنه يترك خط لونه شوكلا بني.
كما يمكن التحقق من أصالة الليجنيت برؤية تركيبته المجهرية، والتي تشبه كثيراً تركيبة الخشب الأصلي حيث يمكن ان تُرى تحت مجهر قوته 120x أو أكثر.